# Ceel Afweyn
Ceel Afweyn – miasto w północno-zachodniej Somalii (Somaliland); w regionie Sanaag; 12 159 mieszkańców (2005). Jest stolicą okręgu Ceel Afweyn. 
Miasto znajduje się 559,87 km od Mogadiszu, stolicy Somalii.